# Wang Zhen (oficial al dinastiei Yuan)

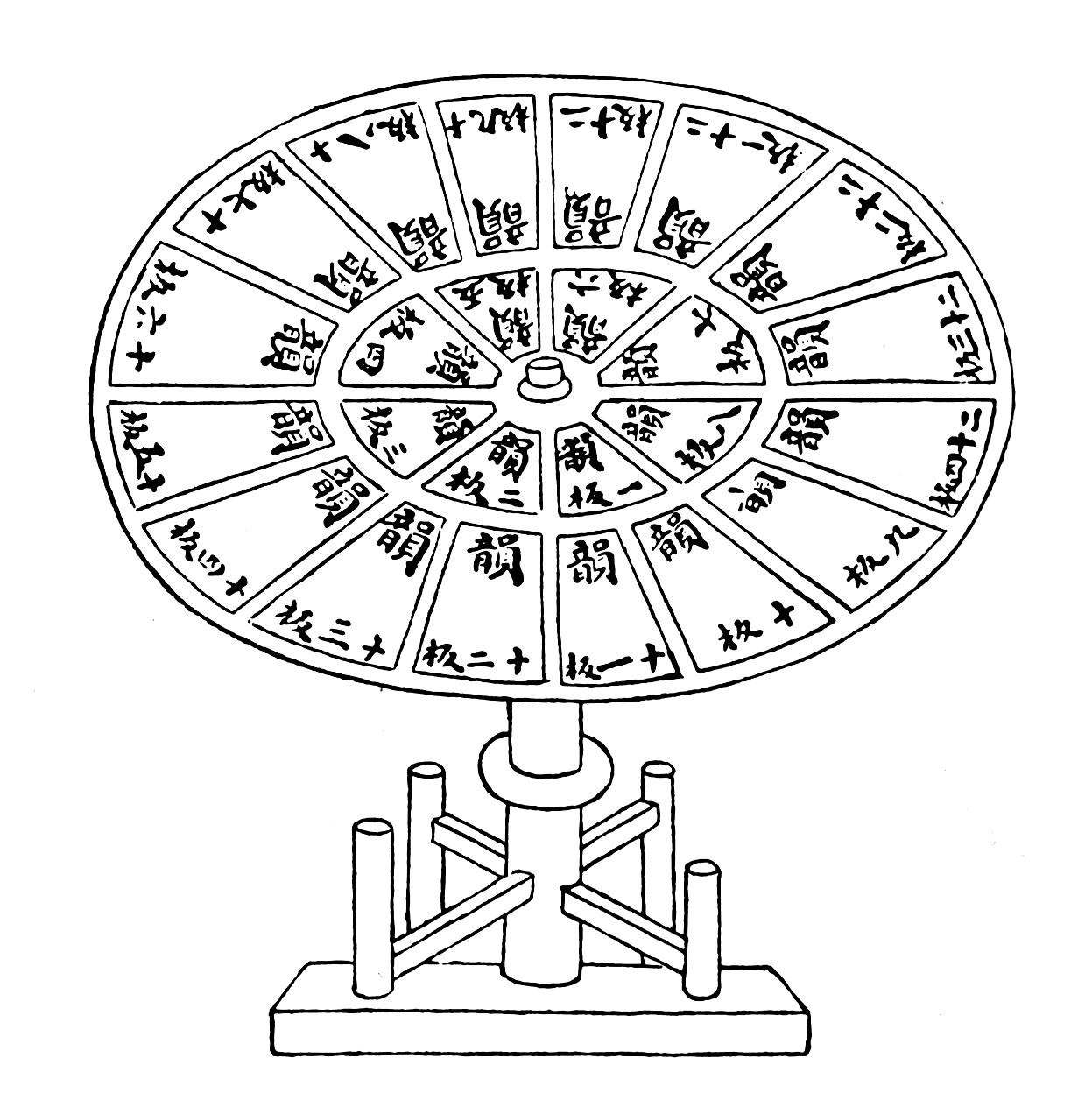
Suport rotativ pentru caracterele mobile de tipar, descris de Wang Zhen în cartea sa, Nong Shu (1313)

Wang Zhen (chineză simplificată: 王祯, chineză tradițională: 王禎, pinyin: Wáng Zhēn  Wade–Giles: Wang Chen; n. 1290 – d. 1333) a fost un oficial al dinastiei Yuan (1271 – 1368) din China. El a fost unul dintre primii inovatori în domeniul tiparului cu caractere mobile din lemn. Tratatul său ilustrat de agricultură a fost unul dintre cele mai avansate la vremea sa, cuprinzând o gamă largă de echipamente și tehnologii disponibile la sfârșitul secolului al XIII-lea și începutul secolului al XIV-lea. 

## Viață și realizări
Wang Zhen s-a născut în provincia Shandong și a petrecut mulți ani ca oficial guvernamental atât în provincia Anhui cât și în provincia Jiangxi. Din 1290 până în 1301 a fost magistrat al Jingde, provincia Anhui, unde a inventat un tipar cu caractere mobile din lemn. Tiparul cu caractere din lemn a fost descris în publicația lui Wang Zhen din 1313, Nong Shu (農書; Cartea Agriculturii)